# Валентин Гецов
Валентин Дочев Гецов е български състезател по борба свободен стил.

## Биография
Роден е на 14 март 1967 година в град Русе. На летните олимпийски игри в Барселона печели сребърен медал в категория до 68 кг. През 1992 година печели бронз на европейско първенство по борба.